# Heiko Hell
Heiko Hell (* 5. Mai 1980 in Pinneberg) ist ein ehemaliger deutscher Schwimmer.

## Leben
Hell wuchs in Seester (Kreis Pinneberg) als Sohn von Tierärzten auf. Später zog er mit seiner Familie wieder in den Ort. Seine sportliche Laufbahn begann er beim Elmshorner MTV. Hell, der von Trainer Bernd Berkhahn betreut wurde, nahm an den Olympischen Sommerspielen 2000 teil, wurde über 1500 Meter Freistil Achter, über 400 Meter Freistil verpasste er den Endlauf. Zwischen Spätsommer 2002 und Februar 2003 betrieb er keinen Leistungssport und begann in Hamburg ein Studium der Zahnmedizin. Im Laufe des Jahres 2003 begann seine Zusammenarbeit mit Trainer Dirk Lange.
Bei den Olympischen Spielen 2004 in Athen war Hell Mitglied der 4-mal-200-Meter-Freistilstaffel.
Er gewann während seiner Laufbahn 14 deutsche Meistertitel. 2003 erhielt er die Sportplakette des Landes Schleswig-Holstein. Ende 2004 zog sich Hell vom Leistungssport zurück, um sich verstärkt seinem Studium sowie seiner Familie zu widmen. 2009 bestand er an der Christian-Albrechts-Universität zu Kiel sein Staatsexamen und erhielt 2010 die Zulassung als Zahnarzt. Hell ist verheiratet und hat zwei Kinder. Er betreibt seit November 2016 eine Zahnarztpraxis in Moorrege. Dem Schwimmsport blieb er als Vorsitzender des Fördervereins Schwimmsport Elmshorn (ab 2016 im Amt) verbunden.

## Erfolge

### Olympische Spiele
- 9. Platz über 400 Meter Freistil Herren, Olympische Sommerspiele 2000/Schwimmen in Sydney
- 8. Platz über 1500 Meter Freistil Herren, Olympische Sommerspiele 2000/Schwimmen in Sydney
- 18. Platz über 400 Meter Freistil Herren, Olympische Sommerspiele 2004/Schwimmen in Athen

### Weltmeisterschaften
- 7. Platz Weltmeisterschaften 2001 über 800 Meter Freistil

### Europameisterschaften
- 6. Platz Europameisterschaften 2002 über 1500 Meter Freistil

### Deutsche Meisterschaften
- 1. Platz Deutsche Schwimmmeisterschaften 2000 über 400 Meter Freistil
- 1. Platz Deutsche Schwimmmeisterschaften 2000 über 800 Meter Freistil
- 1. Platz Deutsche Schwimmmeisterschaften 2000 über 1500 Meter Freistil
- 1. Platz Deutsche Schwimmmeisterschaften 2001 über 400 Meter Freistil
- 1. Platz Deutsche Schwimmmeisterschaften 2001 über 800 Meter Freistil
- 1. Platz Deutsche Schwimmmeisterschaften 2001 über 1500 Meter Freistil
- 1. Platz Deutsche Schwimmmeisterschaften 2002 über 400 Meter Freistil
- 1. Platz Deutsche Schwimmmeisterschaften 2002 über 800 Meter Freistil
- 1. Platz Deutsche Schwimmmeisterschaften 2004 über 400 Meter Freistil